# トゥイストー

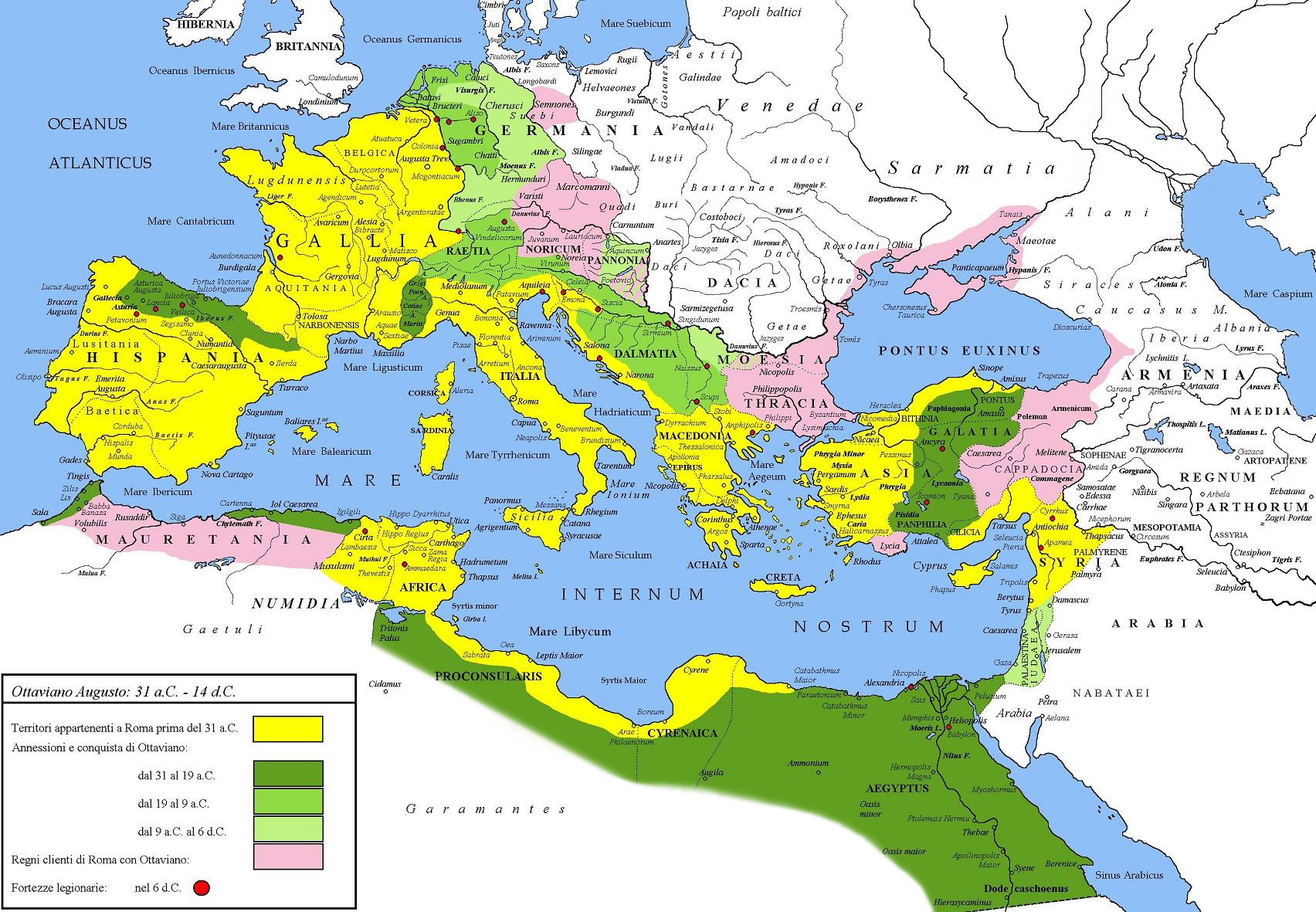
ゲルマニアの地理的範囲内とその周辺における主なゲルマン民族のおおよその居住地域を示した地図。タキトゥスの著書『ゲルマニア』での記述に基づく

トゥイストー（またはトゥイスト。Tuisto)、もしくはトゥイスコー(Tuisco) は、タキトゥスの『ゲルマーニア』第2章で「すべてのゲルマン民族の祖先」として紹介される神の名である。
より広義のインド・ヨーロッパ神話において、トゥイストーはインド神話またはヴェーダ神話の神トヴァシュトリと同一視される。

## 伝承
タキトゥスによれば、ゲルマーニアの人々は、大地から生まれたトゥイストー（トゥイスコー）と、その息子で「人間」を意味する名のマンヌスが自分たちの起原だと語り伝えているという。

## 名前「トゥイスコー」の由来
ヤーコプ・グリムによると、トゥイスコーの名前とその変形した形 (Thuisco、Thuiskon、Tuisco) は、神「ティウ (Tiu)」の名に由来する形容詞「tivisco」に由来するという。
「トゥイスコー (Tuisco)」についてのある語源研究では、ゲルマン祖語「*tiwisko」を再建し、これをゲルマン祖語「*Tiwaz」（「ティウ (Tiu) の息子」の意味だとされている）とを関連づける。この解釈はたとえば、トゥイスコー (Tuisco) を天空神（インド・ヨーロッパ祖語 *Dyeus) と地母神の息子にする。
つまり、トゥイスコー (Tuisco) の語末の「-isk-」が「裔出」という意味だという仮定によるのだが、「ティウ (Tuiz) の後裔」を意味する場合は、ティーウィスコー (Tivisco) でなければならない。
この語源説明は「Tuisco」が本来の名前であることを前提としている。実は「Tuisto」のほうは誤って筆記された名である。
しかしテキストで多く見られるのはむしろ「Tuisto」のほうである。

## 名前「トゥイストー」の由来
より受け入れられるのは、「tvi- （数値の2）」から「Tuisto（トゥイストー）」となったという説明である。
つまりその語が現在のドイツ語の「Zwitter」（「双生児」もしくは「陰陽両性者」）に該当すると考える説である。
何人かの研究者は、これが両性具有者の存在を説明することを示唆している。
さらに仮説を進めるならば、もし両性具有だとすれば、トゥイストーは北欧神話に登場する原巨人ユミルと同一の存在であり得る。
ユミルも、1人で巨人の血統を生み出したいわば両性具有者であった。
他の推測は、トゥイストー (Tuisto) を「対立・争い・境界」を意味する他のさまざまなゲルマン語派の単語に関連づけている。それは例えば、ドイツ語の「zwist」、スウェーデン語の「tvista」、オランダ語の「twisten」などである。これらはまた、「tvi-」という語根から生じた単語である。
そして、ローマ神話における神マールス (Mars) の重要度、およびマルスがローマ建設に関わったことを、トゥイストーのそれと比較する。
ローマとその民族の父としてあげられるのは、マールスと彼の息子ロームルス (Romulus) であり、主神のユーピテル (Jupiter) でない。
この比較に基づけば、「トゥイストー」は、北欧神話に登場する神テュール (Tyr) の古い時代の名前であり得る。
テュールはしばしばマルスと比較される。また、2人はともに戦争の神であると知られている。
こうして、トゥイストーは「2つの顔」あるいは「2本の掌」を意味し、我々のいる世界を構成するあらゆる正反対のものを代表している。それはたとえば、太陽と月、昼と夜、熱さと寒さ、男性と女性、その他のものである。
さらにまた、ギリシャ神話のゼウス (Zeus) とインド神話のディヤウス (Dyaus) と共通点がある。
まず彼らの名前は、テュールの名と語源的に関係がある。
そしてトゥイストーも大地から生じたと語られている（『ゲルマニア』第2章）。
ちょうどゼウスが地母神（ガイア）によって生み出されたように。

## トゥイストー、トヴァシュトリとユミル
関係性は、トゥイストーの1世紀の人物像と、後世の北欧神話に登場する雌雄同体の原始巨人ユミル（13世紀の情報源が根拠）との間で、語源学や機能の類似性にベースを置いて考えられてきた。Meyer (1907) は、彼がこの2者を同一とみなすほどに関係性が強いことを確かめている。Lindow (2001) は、トゥイストーとユミルの間の可能性がある意味論的な関係に留意しつつも、最も重要な機能性の差異について指摘している。ユミルが「基本的に…否定されがちな人物」として表現されるのに対し、トゥイストーは、歌の中では古代のゲルマン民族によって「賛美される」(celebrant) 者として記述され、タキトゥスもトゥイストーについて否定的な事は何も報告していない。
Jacob (2005) は、ヴェーダのインド神話についての語源研究と比較に拠って、トゥイストーとユミルの系譜の関係性を立証しようと試みている。トヴァシュトリが、彼の娘サラニューと彼女の夫ヴィヴァスヴァットを介して、双子のヤマとヤミーの祖父であったと言われるように、それで、ゲルマン神話のトゥイストー（トヴァシュトリとの関連性をが想定されている）は本来はユミル（「ヤマ」と同源の名）の祖父であったに違いないと、Jacob (2005) は主張している。ちなみにインド神話では、『ヴェーダ』における人類の祖、マヌ（ゲルマン神話の「マンヌス」と同源の名）を同様にVivaswānの息子だとしている。従って、マヌはヤマまたはユミルの兄弟となる。

## トゥイストーとマンヌス

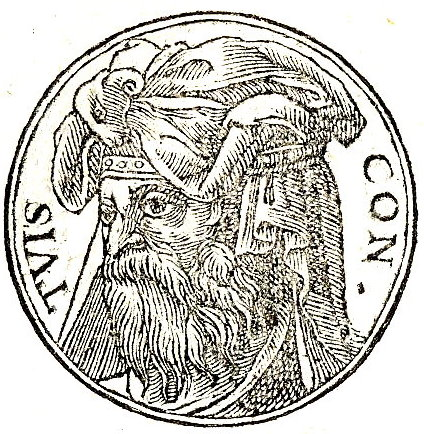
『Promptuarii Iconum Insigniorum』でのトゥイスコー (Tuisco)

タキトゥスは、ゲルマン民族の人々がトゥイストーを讃える「carminibus antiquis」（ラテン語での名称。「古代の歌」の意）について言及している。これらの歌は、3人の息子をもつマンヌスをトゥイストーの息子とみなしている。マンヌスの子供達は順にインガエウォネース、ヘルミノーネース、そしてイスタエウォネースと呼ばれ、それぞれがゲルマニアの地理的範囲の海の近く (proximi Oceano)、内陸部 (medii)、その他の地域 (ceteri) で暮らしていた。
比較宗教学者のブルース・リンカーンは、ジョルジュ・デュメジルの三機能仮説を援用し、トゥイストーとマンヌスの伝説はインド・ヨーロッパ語族の原創造神話にさかのぼるものだとしている。

## 注
語の隣の「*」は、これが再建された語であることを示す。